# Терањоло
Терањоло (итал. Terragnolo) је насеље у Италији у округу Тренто, региону Трентино-Јужни Тирол.
Према процени из 2011. у насељу је живело 749 становника. Насеље се налази на надморској висини од 788 м.

## Становништво
Према резултатима пописа становништва 2011. у општини је живело 755 становника.
| 1931. | 1936. | 1951. | 1961. | 1971. | 1981. | 1991. | 2001. | 2011. |
| ----- | ----- | ----- | ----- | ----- | ----- | ----- | ----- | ----- |
| 2.293 | 2.146 | 1.982 | 1.822 | 1.346 | 1.016 | 813   | 749   | 755   |

## Партнерски градови
- Bento Gonçalves